# Nick Gray
Nick Gray is een Brits filmregisseur en -producent. Hij is gespecialiseerd in series en waarnemingsdocumentaires. Hij produceert onder andere vaak voor de BBC.
Gray ontving verschillende prijzen, zoals het International Festival du Grand Reportage in 1993 in Parijs en werd enkele keren genomineerd voor een Emmy Award.
In 2007 werd Nick Gray benoemd tot Visiting Professor voor documentaireproducties aan de University of Lincoln.

## Filmografie
Als regisseur en/of producer
- Extraordinary People: The Girl With A New Face (2007)
- A New Face For Marlie (2005-6)
- Living In A Globalised World (2004-5)
- Grown Up Gappers (2003-4)
- Church Of England: The Power & The Glory (2002-3)
- Everyman: The Exclusive Brethren (2002-3)
- Latika: Tiger Princess (2001-2)
- Manhunt: Phantom In The Forest (2000-1)
- Trauma Team (2000-1)
- Everyman: The Dangerous Adventures Of Baroness Cox (2001)
- Real Life: Private Eye For Hire (1999)
- Trauma Team (1998-9)
- Stolen Brides (1997)
- Escape from Tibet (1995)
- Network First: The Man Who Saved The Animals (1995)
- First Tuesday On Discovery (1993-4)
- Defenders Of The Wild (1991-3)
- Defenders Of The Wild: Tigers Of Thailand (1993)
- Defenders Of The Wild: The Sting Of Jose Palazzo (1992)
- Defenders Of The Wild: Anna And The Honey Buzzards (1992)
- Priests Of Passion (1992)
- Desert Brothers (1992)
- First Tuesday: Angel Is Missing (1990)
- Hockney's Fax (1990)
- First Tuesday: The Hunting Ground (1989)
- Lord Of The Lions: Adamson Of Africa (1988)
- Jimmy's (1987-8)
- Archbishop Milingo (1987)
- Dirk Bogarde: Above The Title (1986)
- First Tuesday: Peace People: The Dream That (1986)